# Kulicke & Soffa Industries
Kulicke & Soffa Industries — компания-производитель оборудования для микросварки проволочных выводов. Технологии компании считаются стандартом де-факто в области шариковой микросварки и нанесения контактных выступов на кристалл. Среди клиентов K&S: AMD, Amkor Technology, Infineon Technologies, Intel, Motorola, NEC, Philips Electronics, Samsung, Texas Instruments, Hynix Semiconductor, Siliconware Precision Industries и др. Компания базируется в Форт Вашингтон (Пенсильвания).

## История
Ключевые даты:
1951: Фред Кулик и Аль Соффа основали компанию по сборке электронных компонентов.
1956: крупный заказ от Western Electronic (промышленное подразделение Bell Labs) на оборудование для производства чипов. Была задача соединить микроскопической проволокой контактные площадки (en:Contact pad) кристалла транзистора с корпусными выводами. Результат — первая в мире установка для микросварки проволочных выводов.
1972: Первый автомат микросварки проволочных выводов, модель 1412, прародитель платформ Maxμm.
1981: Kulicke and Soffa (Japan) Ltd. основано в Токио.
1996: Совместно с en:Delco Electronics основана стартап-компания Flip Chip Technologies (FlipChip International)
Сейчас K&S является заметным игроком на рынке автоматического оборудования: микросварка проволочных выводов, капилляров, золотой, медной и алюминиевой проволок.
K&S предлагает как ручные установки (4500), так и автоматы (Maxμm).